# 堀井俊秀
堀井 俊秀（ほりい としひで、1886年 - 1943年）は、大正・昭和前期を代表する刀工。本名・堀井兼吉、初銘・兼明。

## 経歴
1886年（明治19年）滋賀県下坂本村で徳田広吉の三男として生まれ、1904年（明治37年）に堀井胤吉子、堀井雄胤明の門人となる。
1906年（明治39年）に師と桜井正次の鎌倉瑞泉寺鍛刀所で作刀。1911年（明治44年）胤明の養子、女婿となる。後、堀井一門の三代目となり、1913年（大正2年）刀剣保存会より水心子正秀の秀の字をとった秀明の名を贈られる。1918年（大正7年）に日本製鋼室蘭工業所の招聘により入社し渡道。
1933年（昭和8年）に皇太子誕生、「明仁親王」と命名されたことから、これに憚って俊秀と改名している。1939年（昭和14年）後鳥羽上皇七百年祭奉納刀謹作。1942年（昭和17年）3月、刀匠にとって最高の栄誉である元帥刀十振を宮内省より拝命、体調不良の中制作。完成半ばにして翌1943年（昭和18年）脳腫瘍により死去。
謝恩刀、三笠刀の作者としても有名。代表作に謝恩刀吉辰日本刀匠堀井俊秀謹作、加和鋼以三笠砲材瑞泉源秀明謹作（東郷平八郎贈呈刀、小笠原長生・チェスター・ニミッツ旧蔵）。
また、秩父宮、高松宮、東久邇宮の軍刀をはじめ、宮内省より下賜する短刀を鍛えた。

## 作風
備前伝。美濃伝。相州伝。
佐藤寒山鞘書き「一期一振り」と号する備前伝の傑作がある。「堀井俊秀作　紀元二千六百年中秋吉日」

## エピソード
昭和前期を代表する名工であり、人望もあった。
突然訪れてきた出征少年に無償で刀を与える等気骨柔軟な態度を後に斎藤総理等から褒め称えられている。また水戸の二代勝村正勝談によると入念作には自身銘の下に必ず謹作を加える等、代々勝村家が行ってきた銘による種別法を取り入れていた。

## 評価・称号
- 聖代刀匠位列、最高位・神品の列・最上大業物 取締役格筆頭
- 昭和16年新作日本刀展覧会 特別名誉席
- 総理大臣賞・文部大臣賞受賞
- 国工称号授与刀工

## 堀井家
- 堀井胤吉（月山貞一・大慶直胤門人）
- 二代 堀井胤明
- 三代（瑞泉初代） 堀井俊秀
- 四代 堀井信秀
- 分家 堀井胤次
- 現当主 堀井胤匡